# Forges-la-Forêt
Forges-la-Forêt település Franciaországban, Ille-et-Vilaine megyében. Lakosainak száma 265 fő (2022. január 1.). Forges-la-Forêt Chelun, Eancé, Martigné-Ferchaud, Rannée és Retiers községekkel határos.

## Népesség
A település népességének változása:
| Lakosok száma | 316  | 267  | 275  | 268  | 275  | 271  | 265  | 261  | 259  | 265  |
|               | 1968 | 1982 | 1990 | 2006 | 2013 | 2015 | 2017 | 2019 | 2020 | 2022 |